# 暗黑破坏神 (游戏)
《暗黑破坏神》（英語：Diablo，原名来自西班牙文，意思是“恶魔”）是由北方暴雪所开发暴雪娱乐于1996年12月31日發行的一款动作角色扮演游戏。
游戏设定在一个虚构的世界圣休亚瑞中的坎都拉斯王国，玩家通过控制一名无名英雄，在崔斯特瑞姆城镇的大教堂，历经17个地下城，最终到达地狱，铲除恐惧之王迪亚布罗。
游戏的资料片《暗黑破坏神：地狱火》由雪乐山开发并于1997年发行。1998年，暴雪娱乐发布了PlayStation版本《暗黑破坏神》。2019年3月7日在GOG平台发布强化版。游戏续篇《暗黑破坏神II》于2000年6月29日发售，《暗黑破坏神III》已于2012年5月15日发售。
目前暴雪娱乐已不再支援本游戏的战网多人线上游戏服务。（但仍然能连至战网）

## 游戏方式
《暗黑破坏神》的游戏方式受Moria和Angband影响。
玩家通过鼠标的左键点击来操作游戏中的人物的移动和攻击。所有的技能可以通过键盘F5至F8按键切换，并通过右击滑鼠来释放。单人游戏可随时保存，多人游戏会在退出游戏时保存。

### 角色系统
游戏中共有3个角色可供选择。
- 戰士（Warrior） - 是三类角色中最强壮最为勇猛的。他的优势在于近战。其主要弱点是高强度的体力训练占用了很长时间，因而没有时间去学习比基础魔法更高的知识。
- 弓手（Rogue） - 盲女姐妹在西方人眼中是一个松散的神秘组织。这些箭法高超的射手利用东方的哲学思想发展了一种透视术。用于在战争中排除她们所遇到的种种危险。浪人在近战中虽然不像战士那样勇猛有力，但在箭法方面是无与伦比的。一位箭法高超的高手，能够对敌人发出一支接一支的箭流，每支箭都无比准确。
- 法師（Sorcerer） - 魔法师在迷信和宗教盛行的西方世界是少有的。许多来自远东的魔术师到崔斯特瑞姆来朝拜圣地，想要亲眼看一看坎都拉斯教堂废墟下面是多么恐怖。东方最古老最超群出众的魔术教派之一 - 维兹耶雷蒙面纱的兄弟会派许多门徒前来窥察在坎都拉斯的恶魔制造的恐怖事件的全过程。
- 在资料片《暗黑破壞神：地獄火》中，增加了武僧（Monk）、兩個隱藏角色：吟遊詩人（Bard）、野蠻人（Barbarian）等職業。這兩個角色能夠通過修改配置文件調出。由於只是測試角色，他們並沒有自己的獨立建模，使用的是原版中的戰士和弓手的造型。 《Hellfire》並不是Blizzard官方研發推出的資料片，而是由Sierra發行的作品，也不能連上Blizzard官方的Battle.net進行遊戲。
- 在此资料片中，存在一个隐藏的女性角色：吟游诗人。这一角色的造型与浪人相同，但是她可以同时使用两个单手武器，由此可同时对3名敌人发起进攻。吟游诗人的特殊技能是物品的鉴定。

力量点数（战士的主要影响因素）会影响攻击输出。魔法点数（魔法师的主要影响因素）是学习特定技能的基本要素，同时也会影响法力值，从而对施法时间产生影响。敏捷点数（浪人的主要影响因素）会影响角色的格挡几率与攻击准确度，同时也会对角色的攻击速度产生影响。生命值，其功能不言自喻。上述所有点数随角色升级，可以自由操控增长。

### 物品系统
随机的物品系统极大地提高了游戏的可玩性。各样的物品对玩家的等级、力量、敏捷、魔法、生命值、职业等都有一定需求。游戏中，物品的颜色指示物品的类别。白名物品为普通物品，蓝名物品为魔法物品，金名物品为稀有物品。使用魔法、稀有物品前，首先要鉴定物品，鉴定物品前，无法获知物品的附加属性，这一设置增加了游戏趣味性。角色所穿着的物品具有耐久度，当耐久度降为零时，物品即损坏，物品属性全部失效。
武器分为三类：轻型武器、中型武器与重型武器。
剑是战士的单手武器，可以与盾牌同时装备，从而获得额外的格挡概率。而双手斧是为了牺牲防御而提升攻击输出而准备的。法杖与法棍对不死生物伤害加倍。
同时，玩家可以为角色装备两枚戒指和一个护身符，从而获得额外的增益。魔法书是学习魔法技能的唯一途径。

### 多人游戏
游戏首创战网多人游戏形式，但多人游戏并不局限于战网，IPX网络联机、局域网联机都可以支持。在多人游戏中，最多可以4人联机游戏。在这种模式下，角色的状态信息是周期性保存在服务器的。游戏中，玩家既可以与其他角色敌对也可以与其合作。
虽然暴雪娱乐大力反对战网作弊行为，但使用第三方软件来修改游戏的情况仍层出不穷。

## 剧情

### 背景
天堂與地獄的戰鬥（永恆之戰）在人類出現之前就已經開始，延續了數千年。其中迪亞布羅、巴爾和墨菲斯托是地獄最高統治者，魔神三位一體，掌握恐懼、破壞和憎惡之力。大天使伊卒爾則是天堂中最偉大的英雄。
大天使伊卒爾在某次突襲地獄入口的戰鬥中被打敗，用大天使泰瑞爾的話來說就是「他聖潔的靈魂被鎖在地獄深淵，他的意志被封入一個恐怖的怪物身體」，不論如何美化，事實是大天使伊卒爾終於投靠地獄，成為墮落天使。
人類出現後，天堂與地獄很少直接開戰了，變成操縱人類進行模擬演習，戰爭也改名叫原罪之戰。天堂輸掉了他們的英雄大天使伊卒爾，地獄方面也不好過，地獄四大魔王（督瑞爾—苦痛之王、安達利爾—痛楚女王、阿兹莫丹—罪惡之王、彼列—謊言之王）突然向三魔神（迪亞布羅、巴爾和墨菲斯托）發動突襲，打敗了他們之後將其流放到人間。然而地獄的叛亂者和關注這場反亂事件的天使們都不知道，這場叛亂原來是三魔神精心設計的結果，這件事除三魔神外，大概只有墮落天使伊卒爾能猜到其中的因由，其原因就是靈魂石。
但三魔神打錯算盤，持有強大精神力量的天使和上位惡魔，在人間界活動時力量衰減得很快，原因是它們的靈力在天堂和地獄有近乎無盡的補給源泉，在人類的領土上則受到限制。在天堂的天使看到有機可乘，派天使長拿著三顆靈魂石跑到人間，要人類的法師組織（赫拉迪姆）一眾人等為了人類的未來，殺掉三魔神。到此為止一切都在三魔神的計劃之中，唯一的失算是人類法師拿到了靈魂石。
人類的打法怪異，作戰也沒有什麼規則，個個都不怕死，三魔神中的墨菲斯托首先被抓住封印在靈魂石中。迪亞布羅不久在西方的一個小王國被赫拉迪姆抓到，封印在靈魂石裡面。赫拉迪姆這部分成員在迪亞布羅封印處蓋起了一座教堂，世代監視迪亞布羅，光陰似箭，日月如梭，幾代人之後赫拉迪姆的勢力漸漸衰落，這個王國被一名聖騎士系的國王支配，暗黑破壞神也擺脫了靈魂石的封印......
巴爾逃回地獄補充能量，幾十年後大搖大擺的重返人間，因為上次被赫拉迪姆追殺時，用來封印巴爾的靈魂石被巴爾打成一堆碎片，人類法師只能拿著碎片中最大的一塊進行封印，而毀滅之王巴爾完全不把這塊殘缺的靈魂石看在眼裡，故意讓自己被吸進靈魂石，準備再粉碎一次靈魂石，但這次又失算了，赫拉迪姆有史以來最傑出法師，擁有當時最強精神力的魔導師塔·拉夏，把靈魂石嵌入自己的身體內，讓自己的靈魂融入靈魂石之中，巴爾再度自投羅網。根據塔·拉夏的遺願，他的身體被鐵鏈鎖住，安葬於東方的大沙漠中，在上面做出真假七座陵墓，後世稱為謎之塔·拉夏之墓。
三魔神算是暫時是被封印住了，但是人類的力量無法真正的消滅這三大魔物，所以封印也只是讓人間可以獲得暫時的喘息，來自黑暗的威脅仍然沒有從人類世界當中被真正根除。首先醒過來的是三魔神中的迪亞布羅，雖然迪亞布羅的力量尚未回覆到以前的狀況，但是卻瓦解了整個李奧瑞克王國崔斯特姆，並佔據王子的身驅，再準備讓整個王國人民成為黑暗的奴僕。

### 主线
玩家控制的角色抵达了崔斯特姆，深入崔斯特姆大教堂内部，与迪亚波罗的地狱随从决一死战。期间将遇到变成骷髅王的李奥瑞克，最终将抵达地狱，杀死被腐化的王子——已变身为恐惧之王的迪亚波罗。
游戏的最后，玩家控制的英雄试图将封印于灵魂石中的迪亚波罗永久封印，于是将灵魂石插入了自己体內，想用自己坚毅的内心抵制住腐化。暗黑破坏神II延续了这个故事。

## 音乐
《暗黑破坏神》的音乐由Matt Uelmen制作。2011年，暗黑破坏神15周年纪念音乐CD发售，其中收录了6个原声音轨。

## 轶事

### 中文名字的由来
。

## 反响
《暗黑破坏神》自发售以来获得了无数完美或近乎完美的评价。例如：《暗黑破坏神》至今一直是GameSpot排名第一的PC游戏，得分9.6（满分10），无人能够超越或持平。
令人欲罢不能的游戏方式、无限随机的地图机制、黑暗恐怖的游戏氛围、精细高超的游戏构图、代入感极强的背景音乐、随机的物品、关卡、事件和任务都被玩家和媒体广为赞誉。

### 获奖
《暗黑破坏神》获得1996年GameSpot的年度游戏奖项。

### 销量
截止2001年8月29日，《暗黑破坏神》在全世界销售了250万拷贝。